# Антракия
Антракия, още Манас или Манаш (на гръцки: Ανθρακιά, до 1927 година: Μάνες, Манес), е село в Република Гърция, дем Гревена, област Западна Македония.

## География
Селото е разположено на около 30 километра югоизточно от град Гревена.

## История

### В Османската империя
В края на ХІХ век Манас е гръцко село в южния край на Гребенската каза на Османската империя. Според статистиката на Васил Кънчов през 1900 година в Манасъ (Манашъ) живеят 108 валахади (гръкоезични мюсюлмани).
На Етнографската карта на Битолския вилает на Картографския институт в София от 1901 година Манаш (Манси) е чисто помашко (гръцко мохамеданско) село в Гревенската каза на Серфидженския санджак с 15 къщи.
Според статистика на Серфидженския санджак на гръцкото консулство в Еласона от 1904 година в Манеси (Μάνεση), Гревенска каза, живеят 55 гърци елинофони християни.

### В Гърция
През Балканската война в 1912 година в селото влизат гръцки части и след Междусъюзническата в 1913 година Манас влиза в състава на Кралство Гърция.
През 1927 година името на селището е сменено на Антракия.
През 1970 – 1971 година правителството на военната хунта в Гърция създава новото селище Агии Теодори, в което постепенно са преселват жители от Антракия и от още 6 околни села.
Населението произвежда жито, картофи и други земеделски култури.
Основният селски празник се провежда на Голяма Богородица (15 август).
| Година    | 1913 | 1920 | 1928 | 1940 | 1951 | 1961 | 1971 | 1981 | 1991 | 2001 | 2011 | 2021 |
| --------- | ---- | ---- | ---- | ---- | ---- | ---- | ---- | ---- | ---- | ---- | ---- | ---- |
| Население | 130  | 114  | 140  | 172  | 183  | 261  | 241  | 194  | 174  | 124  | 103  | 51   |

## Личности
Родени в Антракия
- Ламбро Темено от гревенското село Манеси, грък, православен, арестуван преди април 1904 година, обвинен, че „бил водач и давал убежище на бунтовническата организация, формирана с цел да се наруши порядъкът“, обвинен от Гревенския следствен отдел, лежал в Гревенския затвор, амнистиран с общата амнистия от 12 април 1904 година[8]